# West Hampton Dunes
West Hampton Dunes és una població dels Estats Units a l'estat de Nova York. Segons el cens del 2000 tenia 11 habitants.

## Demografia
Segons el cens del 2000, West Hampton Dunes tenia 11 habitants, 7 habitatges, i 3 famílies. La densitat de població era de 12,5 habitants per km².
Dels 7 habitatges en un 0% hi vivien nens de menys de 18 anys, en un 42,9% hi vivien parelles casades, en un 0% dones solteres, i en un 42,9% no eren unitats familiars. En el 42,9% dels habitatges hi vivien persones soles el 28,6% de les quals corresponia a persones de 65 anys o més que vivien soles. El nombre mitjà de persones vivint en cada habitatge era d'1,57 i el nombre mitjà de persones que vivien en cada família era de 2.
Per edats la població es repartia de la següent manera: un 0% tenia menys de 18 anys, un 0% entre 18 i 24, un 18,2% entre 25 i 44, un 36,4% de 45 a 60 i un 45,5% 65 anys o més.
L'edat mediana era de 58 anys. Per cada 100 dones de 18 o més anys hi havia 266,7 homes.
La renda mediana per habitatge era de 67.083 $ i la renda mediana per família de 127.308 $. Els homes tenien una renda mediana de 32.083 $ mentre que les dones 0 $. La renda per capita de la població era de 57.150 $. Cap de les famílies estaven per davall del llindar de pobresa.